# Стрельбицкий, Семён Дементьевич
Семён Дементьевич Стрельбицкий (27 апреля 1875 — 25 октября 1937) — революционер, ректор Харьковского института народного образования, профсоюзный и общественный деятель.

## Биография
С. Д. Стрельбицкий родился 27 апреля 1875 года в городе Славянске Харьковской губернии (теперь Донецкая область Украины) в семье ремесленника Дементия (Демьяна) Стрельбицкого.
Семён Дементьевич происходил из древнего казацко-шляхетского рода Стрельбицких, который известен со времён Галицко-Волынского государства.
В 1891 г. закончил городское училище в г. Славянске, в 1895 учительскую семинарию в г. Волчанске Харьковской губернии. После окончания семинарии четыре года работал учителем в начальной школе с. Христище Изюмского уезда. С декабря 1899 г. по июнь 1903 г. работал помощником заведующего материальной частью Южно-русского каменноугольного общества (г. Горловка Екатеринославской губернии). В июле 1903 г. переведен на должность заведующего материальной частью рудника «Золотое» в с. Майоровка Екатеринославской губернии, в декабре 1916 г. — на должность секретаря каменноугольного общества.
Состоял в партии анархистов. С марта по сентябрь 1917 г. возглавлял созданный в с. Марьевка Совет рабочих депутатов, с июня одновременно профсоюз «Союз горнорабочих Марьевского района». а в октябре того же года переехал в Харьков и возглавил областной Совет горных рабочих «Горнотруд». В августе 1918 года был арестован и находился под арестом в тюрьме Генштаба до декабря 1918 года. В декабре 1918 г. С. Д. Стрельбицкий вступает в КП(б)У. В июле 1919 г. назначается заведующим тарифного отдела Наркомата труда УРСР в Киеве. С сентября 1919 г. заведующим тарифным отделом Наркомата труда РСФСР в Москве. С января по июнь 1920 г., вернувшись в Харьков, принимает активное участие в организации работы Наркомата труда. В сентябре 1920 г. был назначен заведующим Высшей партийной школы ЦК КП(б)У.
С мая 1922 г. по 1928 г. работал председателем губернского отдела союза работников образования. Кроме этого, с августа 1922 г. по ноябрь 1924 г. был ректором Харьковского института народного образования по совместительству.
С июля 1928 г. по март 1929 г. работал заведующим кафедрой профессионального образования Украинского научно-исследовательского института педагогики в Харькове. В мае 1929 г. был назначен заведующим отделом народного образования при Харьковском окружном исполнительном комитете. С октября 1933 г. по август 1937 г. работал директором Центральной научно-педагогической библиотеки.
В 1935 году был исключен из рядов КП(б)У. 13 августа 1937 арестован, 24 октября 1937 военной коллегией Верховного суда СССР обвинен по ст.ст. 54-1 п. А, 54-8-9-11 (входил в руководство украинской национал-фашистской организации, проводившей работу по созданию повстанческих кадров, шпионажу и подготовке терактов против рук-ва компартии и сов. правительства). Приговорен к высшей мере наказания. 25 октября 1937 г. С. Д. Стрельбицкий был расстрелян в Харькове. 29 октября 1957 г. Верховный Суд СССР по просьбе родных повторно рассмотрел дело и снял обвинение.

## Семья
Семья:
- сын Иван, 1900 года рождения, сын Георгий, 1902 года  рождения,  дочь Екатерина 1898 года рождения

## Упоминания в литературе
Украинский советский поэт Владимир Николаевич Сосюра в своем автобиографическом романе «Третя рота», над которым он работал с перерывами в 1926—1930, 1942 и 1959 годах так вспоминает об Семёне Дементьевиче: «Ректором інституту був товариш Стрільбицький, світла пам’ять про якого незгасно горить в моєму серці. Це був, якщо можна так сказати, світлий більшовик. Чула і сердечна людина з великої літери…».
С.Стрельбицкий оставил мемуары о своем участии в событиях 1917 года: «На заре профдвижения горняков» // Летопись революции. - 1927. - №5-6. - с. 340-351.

## Адрес проживания
СССР, УССР, г. Харьков, улица К. Либкнехта (Сумская), д. 43, кв. 6